# Petr Uspenskij
Petr Děmjanovič Uspenskij, rusky Пётр Демьянович Успенский (5.jul./ 17. března 1878greg., Moskva – 2. říjen 1947, Lyne Place) byl ruský matematik a ezoterik. Po Říjnové revoluci žil v Londýně. Nejprve inklinoval k teozofii, později byl žákem Georgije Ivanoviče Gurdžijeva, se kterým se potkal v Moskvě roku 1915, jehož systém však později opustil. Rozvinul Gurdžijevem zavedený pojem „čtvrtá cesta“ jako metodu sebezdokonalení jedince.